# Campionato lineare
Il campionato lineare è un'espressione pugilistica sorta per la compresenza di più campioni mondiali nella stessa classe di peso e si trasmette solo battendo sul ring l'ultimo titolare indiscusso della classe di peso in questione. In seguito, diviene "campione lineare" soltanto il pugile che si impossessa del titolo mondiale battendo il campione riconosciuto sulla base della suddetta linea di successione.

## Individuazione e criteri di successione
Individuato il campione mondiale indiscusso di una classe di peso, il titolo di campione lineare è attribuito solo al pugile capace di sconfiggerlo in un incontro con il titolo in palio. Non è necessario il riconoscimento della legalità del match da parte di tutti gli organismi mondiali di pugilato. In seguito, il campionato lineare si trasmette a coloro che battono il nuovo detentore, con gli stessi criteri. Il campione lineare, anche se ufficialmente spossessato del titolo da parte di una federazione pugilistica in base ai suoi regolamenti, rimane in possesso del campionato lineare sinché non è sconfitto sul ring. Se il campione lineare rende vacante il titolo (passando ad un'altra categoria di peso oppure ritirandosi dall'attività), lo status di campione lineare e la linea di trasmissione del relativo titolo può riformarsi solo in presenza di un nuovo campione unanimemente riconosciuto.

## Storia
Il concetto nacque dal gergo degli appassionati, complice lo scenario poco chiaro indotto dalla compresenza di più federazioni (per esempio la WBC) e dal riconoscimento di campioni diversi. Fu in seguito adottato dalla stampa specializzata.
Fino agli anni cinquanta il campione del mondo era unanimemente riconosciuto. Nella seconda metà del decennio nacquero i primi dissensi tra la WBA (presente sin dal 1921), l'European Boxing Union-EBU, la Commissione atletica dello Stato di New York (che gestiva il più importante impianto del mondo, cioè il Madison Square Garden) e l'influente rivista specializzata Ring Magazine. La frattura più importante si ebbe a partire dal 1963, con la nascita della WBC, inizialmente considerata di minor importanza.
Dopo il 1978, la nascita di ulteriori enti (come l'IBF e la WBO) contribuì a complicare il quadro. Per essere unanimemente riconosciuto, un campione del mondo deve quindi unificare il titolo sconfiggendo i detentori degli altri enti. Essendo difficilmente fattibile tale eventualità, per chiari motivi economici ed organizzativi, gli appassionati e la stampa hanno provveduto ad attribuire uno status di preminenza al detentore del campionato lineare, individuato secondo i criteri precedenti.
Non sono stati rari i casi in cui un campione si sia visto privato del titolo (vinto sul ring) per non aver voluto affrontare l'avversario in 1ª posizione nel ranking: si ricorda l'esempio di Bowe, spodestato nel 1992 per aver negato un incontro a Lewis come avrebbe richiesto il regolamento. Talvolta, la federazione indice un torneo tra i migliori pugili della classifica per proclamare il suo nuovo campione. Il campione spodestato "a tavolino" tuttavia rimane titolare del campionato lineare, sin quando non è sconfitto sul ring, in un match con il titolo in palio.
Per entrambe le situazioni è possibile citare esempi, tratti dai pesi massimi:
- nel 1965 Muhammad Ali, vincitore della cintura su Sonny Liston, fu destituito dalla WBA per una presunta combine (in favore di Liston) relativamente alla disputa dell'incontro di rivincita tra i due pugili. La WBA dichiarò il titolo vacante ed allestì un match per la sua attribuzione tra Ernie Terrell e Eddie Machen. Ali, tuttavia, oltre a continuare ad essere riconosciuto dalla WBC, manteneva il titolo di campione lineare, non essendo stato battuto sul ring. Riuscì a tornare campione indiscusso dei pesi massimi il 6 febbraio 1967, battendo Ernie Terrell in un match appositamente riconosciuto da entrambe le federazioni per la riunificazione del titolo.
- Alla fine del 1967 Muhammad Ali fu nuovamente destituito dalla WBA per il suo rifiuto a partecipare alla guerra del Vietnam[2]. La federazione indisse un torneo per l'attribuzione del titolo che fu vinto da Jimmy Ellis. Il 4 marzo 1968 fu la Commissione atletica dello Stato di New York ad allestire un match per l'attribuzione del titolo tra Joe Frazier e Buster Mathis nel quale uscì vincitore Frazier. A questo punto anche la WBC dichiarò decaduto Ali e fu allestito un match per l'individuazione unanime del campione del mondo tra Joe Frazier e Jimmy Ellis che fu vinto da Frazier il 16 febbraio 1970. A rigore, tuttavia, Muhammad Ali continuava a beneficiare dello status di campione lineare, non essendo stato sconfitto da nessun altro pugile. Fu costretto a cedere il campionato lineare soltanto l'8 marzo 1971, quando fu sconfitto da Joe Frazier, nel loro primo incontro al Madison Square Garden di New York.

Alcuni esempi, invece, relativi a casi di rinuncia al titolo da parte di un campione lineare:
- nel 1956 l'allora campione in carica dei pesi massimi - Rocky Marciano - lasciò vacante il titolo vinto quattro anni prima, a causa del ritiro[2]. L'incontro per la riassegnazione del titolo mondiale, tra Floyd Patterson e Archie Moore, fu unanimemente riconosciuto da tutti gli organismi pugilistici e perciò il suo vincitore (Patterson) è succeduto a Marciano anche nel campionato lineare.
- nel 1963 il campione in carica dei pesi welter junior Duilio Loi si ritirò dall'attività in possesso del titolo lineare e di quello riconosciuto dalla WBA. Quello WBC era vacante, essendosi appena costituito il nuovo organismo pugilistico. Furono allestiti due match da parte delle due federazioni ma, in entrambi i casi, non suscettibili di assegnazione del campionato lineare. Il relativo titolo si riformò solo quando fu allestito l'incontro di riunificazione tra i due detentori Eddie Perkins e Roberto Cruz.

Altri casi relativi al pugilato italiano:
- Nel novembre 1965 la WBA e la WBC imposero al campione del mondo dei pesi mosca Salvatore Burruni di mettere in palio il titolo contro l'ex campione del Mondo Hiroyuki Ebihara, considerato il n. 1 degli sfidanti. L'italiano rifiutò e, pertanto, fu privato del titolo da parte delle due federazioni. Tuttavia, non essendo stato battuto sul ring da nessun contendente, in un match con il titolo in palio, Burruni rimase formalmente nello status di campione mondiale lineare dei pesi mosca. In base a tale situazione "di fatto", ed essendo ancora riconosciuto dall'EBU, dalla Commissione atletica dello Stato di New York e dalla rivista specializzata Ring Magazine, scelse di combattere contro Rocky Gattellari, collocato alcune posizioni più in basso. Dopo aver battuto Gattellari[6] cedette il campionato lineare solo al britannico Walter McGowan che lo sconfisse sul ring.
- Bruno Arcari, pur essendo l'italiano che ha detenuto un titolo mondiale di pugilato (quello WBC dei welter junior) per più tempo (1695 giorni[7]), non ha mai rivestito il titolo di campione lineare. Contemporaneamente, infatti, il campionato lineare era in possesso di Nicolino Locche, che aveva battuto sul ring l'ultimo campione del mondo unanimemente riconosciuto, Paul Takeshi Fuji, e poi di colui che sconfisse Locche, Alfonso Frazer, e infine di Antonio Cervantes.
- La perdita del campionato lineare da parte di Sandro Mazzinghi rappresenta un'eccezione. Il 25 ottobre 1968, mise regolarmente in palio il suo titolo contro lo sfidante n. 1 della categoria, Freddie Little. Dopo aver subito ferite in entrambe le orbite sopracciliari, Mazzinghi non fu ritenuto in grado di proseguire l'incontro. Tuttavia, anziché assegnare la vittoria per KO tecnico allo sfidante, l'arbitro decretò un verdetto di no contest. Ciò consentì a Mazzinghi di conservare il titolo. Successivamente si osservò che l'interruzione era giunta alla fine dell'ottava ripresa e, cioè, nella seconda parte del match. Per regolamento, quindi, non poteva essere decretato il no contest, ma si doveva attribuire vittoria e titolo mondiale allo sfidante Freddie Little. Sorsero immediatamente polemiche che si placarono solo con la privazione del titolo di Mazzinghi "a tavolino" da parte delle due principali federazioni mondiali del pugilato, per evidente errore tecnico[8]. Il successivo incontro per l'attribuzione del titolo mondiale (vinto proprio da Freddie Little) fu poi unanimemente riconosciuto da tutti gli organismi pugilistici. In tal caso, pur non essendo stato ufficialmente battuto sul ring, si ritiene Mazzinghi decaduto "di fatto" anche del campionato lineare.

## Elenco

### Pesi Massimi[9]
| Nº | Naz.        | Nome               | Periodo   | Note                                                             |
| -- | ----------- | ------------------ | --------- | ---------------------------------------------------------------- |
| 1  | Stati Uniti | John L. Sullivan   | 1885-1892 |                                                                  |
| 2  | Stati Uniti | James J. Corbett   | 1892-1897 |                                                                  |
| 3  | Regno Unito | Bob Fitzsimmons    | 1897-1899 |                                                                  |
| 4  | Stati Uniti | James J. Jeffries  | 1899-1905 | Interruzione della linearità per ritiro del pugile.              |
| 5  | Stati Uniti | Marvin Hart        | 1905-1906 | Nuovo campione del mondo indiscusso                              |
| 6  | Canada      | Tommy Burns        | 1906-1908 |                                                                  |
| 7  | Stati Uniti | Jack Johnson       | 1908-1915 |                                                                  |
| 8  | Stati Uniti | Jess Willard       | 1915-1919 |                                                                  |
| 9  | Stati Uniti | Jack Dempsey       | 1919-1926 |                                                                  |
| 10 | Stati Uniti | Gene Tunney        | 1926-1928 | Interruzione della linearità per ritiro del pugile.              |
| 11 | Germania    | Max Schmeling      | 1930-1932 | Nuovo campione del mondo indiscusso                              |
| 12 | Stati Uniti | Jack Sharkey       | 1932-1933 |                                                                  |
| 13 | Italia      | Primo Carnera      | 1933-1934 |                                                                  |
| 14 | Stati Uniti | Max Baer           | 1934-1935 |                                                                  |
| 15 | Stati Uniti | James J. Braddock  | 1935-1937 |                                                                  |
| 16 | Stati Uniti | Joe Louis          | 1937-1949 | Interruzione della linearità per ritiro del pugile.              |
| 17 | Stati Uniti | Ezzard Charles     | 1949-1951 | Nuovo campione del mondo indiscusso                              |
| 18 | Stati Uniti | Jersey Joe Walcott | 1951-1952 |                                                                  |
| 19 | Stati Uniti | Rocky Marciano     | 1952-1956 | Interruzione della linearità per ritiro del pugile.              |
| 20 | Stati Uniti | Floyd Patterson    | 1956-1959 | Nuovo campione del mondo indiscusso                              |
| 21 | Svezia      | Ingemar Johansson  | 1959-1960 |                                                                  |
| -  | Stati Uniti | Floyd Patterson    | 1960-1962 |                                                                  |
| 22 | Stati Uniti | Sonny Liston       | 1962-1964 |                                                                  |
| 23 | Stati Uniti | Muhammad Ali       | 1964-1967 | Interruzione della linearità per ritiro della licenza del pugile |
| 24 | Stati Uniti | Joe Frazier        | 1971-1973 | Nuovo campione del mondo indiscusso                              |
| 25 | Stati Uniti | George Foreman     | 1973-1974 |                                                                  |
| -  | Stati Uniti | Muhammad Ali       | 1974-1978 |                                                                  |
| 26 | Stati Uniti | Leon Spinks        | 1978      |                                                                  |
| -  | Stati Uniti | Muhammad Ali       | 1978-1980 |                                                                  |
| 27 | Stati Uniti | Larry Holmes       | 1980-1985 |                                                                  |
| 28 | Stati Uniti | Michael Spinks     | 1985-1988 |                                                                  |
| 29 | Stati Uniti | Mike Tyson         | 1988-1990 |                                                                  |
| 30 | Stati Uniti | Buster Douglas     | 1990      |                                                                  |
| 31 | Stati Uniti | Evander Holyfield  | 1990-1992 |                                                                  |
| 32 | Stati Uniti | Riddick Bowe       | 1992-1993 |                                                                  |
| -  | Stati Uniti | Evander Holyfield  | 1993-1994 |                                                                  |
| 33 | Stati Uniti | Michael Moorer     | 1994      |                                                                  |
| -  | Stati Uniti | George Foreman     | 1994-1997 |                                                                  |
| 34 | Stati Uniti | Shannon Briggs     | 1997-1998 |                                                                  |
| 35 | Regno Unito | Lennox Lewis       | 1998-2001 |                                                                  |
| 36 | Stati Uniti | Hasim Rahman       | 2001      |                                                                  |
| -  | Regno Unito | Lennox Lewis       | 2001-2004 | Interruzione della linearità per ritiro del pugile.              |
| 37 | Ucraina     | Wladimir Klitschko | 2009-2015 | Nuovo campione del mondo indiscusso                              |
| 38 | Regno Unito | Tyson Fury         | 2015-2024 |                                                                  |
| 39 | Ucraina     | Oleksandr Usyk     | 2024-     |                                                                  |

### Pesi Mediomassimi
| Nº | Naz.        | Nome                      | Periodo   | Note                                                                                       |
| -- | ----------- | ------------------------- | --------- | ------------------------------------------------------------------------------------------ |
| 1  | Stati Uniti | Jack Root                 | 1903      |                                                                                            |
| 2  | Stati Uniti | George Gardner            | 1903      |                                                                                            |
| 3  | Regno Unito | Bob Fitzsimmons           | 1903-1905 |                                                                                            |
| 4  | Stati Uniti | Philadelphia Jack O'Brien | 1905      | Interruzione della linearità per passaggio del pugile alla categoria superiore.            |
| 5  | Stati Uniti | Jack Dillon               | 1914-1916 | Nuovo campione del mondo indiscusso                                                        |
| 6  | Stati Uniti | Battling Levinsky         | 1916-1920 |                                                                                            |
| 7  | Francia     | Georges Carpentier        | 1920-1922 |                                                                                            |
| 8  | Francia     | Battling Siki             | 1922-1923 |                                                                                            |
| 9  | Irlanda     | Mike McTigue              | 1923-1925 |                                                                                            |
| 10 | Stati Uniti | Paul Berlenbach           | 1925-1926 |                                                                                            |
| 11 | Canada      | Jack Delaney              | 1926-1927 |                                                                                            |
| 12 | Stati Uniti | Tommy Loughran            | 1927-1929 | Interruzione della linearità per rinuncia del pugile.                                      |
| 13 | Stati Uniti | Maxie Rosenbloom          | 1932-1934 | Nuovo campione del mondo indiscusso                                                        |
| 14 | Stati Uniti | Bob Olin                  | 1934-1935 |                                                                                            |
| 15 | Stati Uniti | John Henry Lewis          | 1935-1939 | Interruzione della linearità per ritiro del pugile.                                        |
| 16 | Stati Uniti | Billy Conn                | 1939-1940 | Nuovo campione del mondo indiscusso. Interruzione della linearità per rinuncia del pugile. |
| 17 | Stati Uniti | Gus Lesnevich             | 1941-1948 | Data di riunificazione del titolo.                                                         |
| 18 | Regno Unito | Freddy Mills              | 1948-1950 |                                                                                            |
| 19 | Stati Uniti | Joey Maxim                | 1950-1952 |                                                                                            |
| 20 | Stati Uniti | Archie Moore              | 1952-1962 | Interruzione della linearità per definitivo passaggio del pugile alla categoria superiore. |
| 21 | Stati Uniti | Harold Johnson            | 1962-1963 | Data di riunificazione del titolo.                                                         |
| 22 | Stati Uniti | Willie Pastrano           | 1963-1965 |                                                                                            |
| 23 | Porto Rico  | José Torres               | 1965-1967 |                                                                                            |
| 24 | Nigeria     | Dick Tiger                | 1967-1968 |                                                                                            |
| 25 | Stati Uniti | Bob Foster                | 1968-1974 | Interruzione della linearità per ritiro del pugile.                                        |
| 26 | Stati Uniti | Michael Spinks            | 1983-1985 | Data di riunificazione del titolo. Interruzione della linearità per rinuncia del pugile.   |
| 27 | Stati Uniti | Roy Jones Jr.             | 1999-2004 | Nuovo campione del mondo indiscusso                                                        |
| 28 | Stati Uniti | Antonio Tarver            | 2004      |                                                                                            |
| 29 | Stati Uniti | Glen Johnson              | 2004 2005 |                                                                                            |
| -  | Stati Uniti | Antonio Tarver            | 2005-2006 |                                                                                            |
| 30 | Stati Uniti | Bernard Hopkins           | 2006-2008 |                                                                                            |
| 31 | Regno Unito | Joe Calzaghe              | 2008      | Interruzione della linearità per ritiro del pugile.                                        |

### Pesi Medi
| Nº | Naz.        | Nome                     | Periodo   | Note                                                                                     |
| -- | ----------- | ------------------------ | --------- | ---------------------------------------------------------------------------------------- |
| 1  | Irlanda     | Jack (Nonpareil) Dempsey | 1884-1891 |                                                                                          |
| 2  | Regno Unito | Bob Fitzsimmons          | 1891-1895 | Interruzione della linearità per passaggio del pugile a categoria superiore.             |
| 3  | Stati Uniti | Tommy Ryan               | 1897-1906 | Nuovo campione del mondo indiscusso. Interruzione della linearità per ritiro del pugile. |
| 4  | Stati Uniti | Stanley Ketchel          | 1907-1908 | Nuovo campione del mondo indiscusso                                                      |
| 5  | Stati Uniti | Billy Papke              | 1908      |                                                                                          |
| -  | Stati Uniti | Stanley Ketchel          | 1908-1910 | Interruzione della linearità per morte del pugile.                                       |
| 6  | Stati Uniti | Frank Klaus              | 1913      | Nuovo campione del mondo indiscusso                                                      |
| 7  | Stati Uniti | George Chip              | 1913-1914 |                                                                                          |
| 8  | Stati Uniti | Al McCoy                 | 1914-1917 |                                                                                          |
| 9  | Stati Uniti | Mike O'Dowd              | 1917-1920 |                                                                                          |
| 10 | Stati Uniti | Johnny Wilson            | 1920-1923 |                                                                                          |
| 11 | Stati Uniti | Harry Greb               | 1923-1926 |                                                                                          |
| 12 | Stati Uniti | Tiger Flowers            | 1926      |                                                                                          |
| 13 | Stati Uniti | Mickey Walker            | 1926-1931 | Interruzione della linearità per rinuncia al titolo del pugile.                          |
| 14 | Stati Uniti | Tony Zale                | 1941-1947 | Data di riunificazione del titolo.                                                       |
| 15 | Stati Uniti | Rocky Graziano           | 1947-1948 |                                                                                          |
| -  | Stati Uniti | Tony Zale                | 1948      |                                                                                          |
| 16 | Francia     | Marcel Cerdan            | 1948-1949 |                                                                                          |
| 17 | Stati Uniti | Jake LaMotta             | 1949-1951 |                                                                                          |
| 18 | Stati Uniti | Sugar Ray Robinson       | 1951      |                                                                                          |
| 19 | Regno Unito | Randy Turpin             | 1951      |                                                                                          |
| -  | Stati Uniti | Sugar Ray Robinson       | 1951-1952 | Interruzione della linearità per ritiro del pugile.                                      |
| 20 | Stati Uniti | Bobo Olson               | 1953-1955 | Nuovo campione del mondo indiscusso                                                      |
| -  | Stati Uniti | Sugar Ray Robinson       | 1955-1957 |                                                                                          |
| 21 | Stati Uniti | Gene Fullmer             | 1957      |                                                                                          |
| -  | Stati Uniti | Sugar Ray Robinson       | 1957      |                                                                                          |
| 22 | Stati Uniti | Carmen Basilio           | 1957-1958 |                                                                                          |
| -  | Stati Uniti | Sugar Ray Robinson       | 1958-1960 |                                                                                          |
| 23 | Stati Uniti | Paul Pender              | 1960-1961 |                                                                                          |
| 24 | Regno Unito | Terry Downes             | 1961-1962 |                                                                                          |
| -  | Stati Uniti | Paul Pender              | 1962      | Interruzione della linearità per ritiro del pugile.                                      |
| 25 | Nigeria     | Dick Tiger               | 1963      | Nuovo campione del mondo indiscusso                                                      |
| 26 | Stati Uniti | Joey Giardello           | 1963-1965 |                                                                                          |
| -  | Nigeria     | Dick Tiger               | 1965-1966 |                                                                                          |
| 27 | Stati Uniti | Emile Griffith           | 1966-1967 |                                                                                          |
| 28 | Italia      | Nino Benvenuti           | 1967      |                                                                                          |
| -  | Stati Uniti | Emile Griffith           | 1967-1968 |                                                                                          |
| -  | Italia      | Nino Benvenuti           | 1968-1970 |                                                                                          |
| 29 | Argentina   | Carlos Monzón            | 1970-1977 | Interruzione della linearità per ritiro del pugile.                                      |
| 30 | Colombia    | Rodrigo Valdéz           | 1977-1978 | Nuovo campione del mondo indiscusso                                                      |
| 31 | Argentina   | Hugo Corro               | 1978-1979 |                                                                                          |
| 32 | Italia      | Vito Antuofermo          | 1979-1980 |                                                                                          |
| 33 | Regno Unito | Alan Minter              | 1980      |                                                                                          |
| 34 | Stati Uniti | Marvin Hagler            | 1980-1987 |                                                                                          |
| 35 | Stati Uniti | Sugar Ray Leonard        | 1987      | Interruzione della linearità per ritiro del pugile.                                      |
| 36 | Stati Uniti | Bernard Hopkins          | 2001-2005 | Nuovo campione del mondo indiscusso                                                      |
| 37 | Stati Uniti | Jermain Taylor           | 2005-2007 |                                                                                          |
| 38 | Stati Uniti | Kelly Pavlik             | 2007-2010 |                                                                                          |
| 39 | Argentina   | Sergio Martinez          | 2010-2014 |                                                                                          |
| 40 | Porto Rico  | Miguel Cotto             | 2014-2015 |                                                                                          |
| 41 | Messico     | Saúl Álvarez             | 2015-2018 | Interruzione della linearità per squalifica del pugile.                                  |